# Alberich von Trois-Fontaines

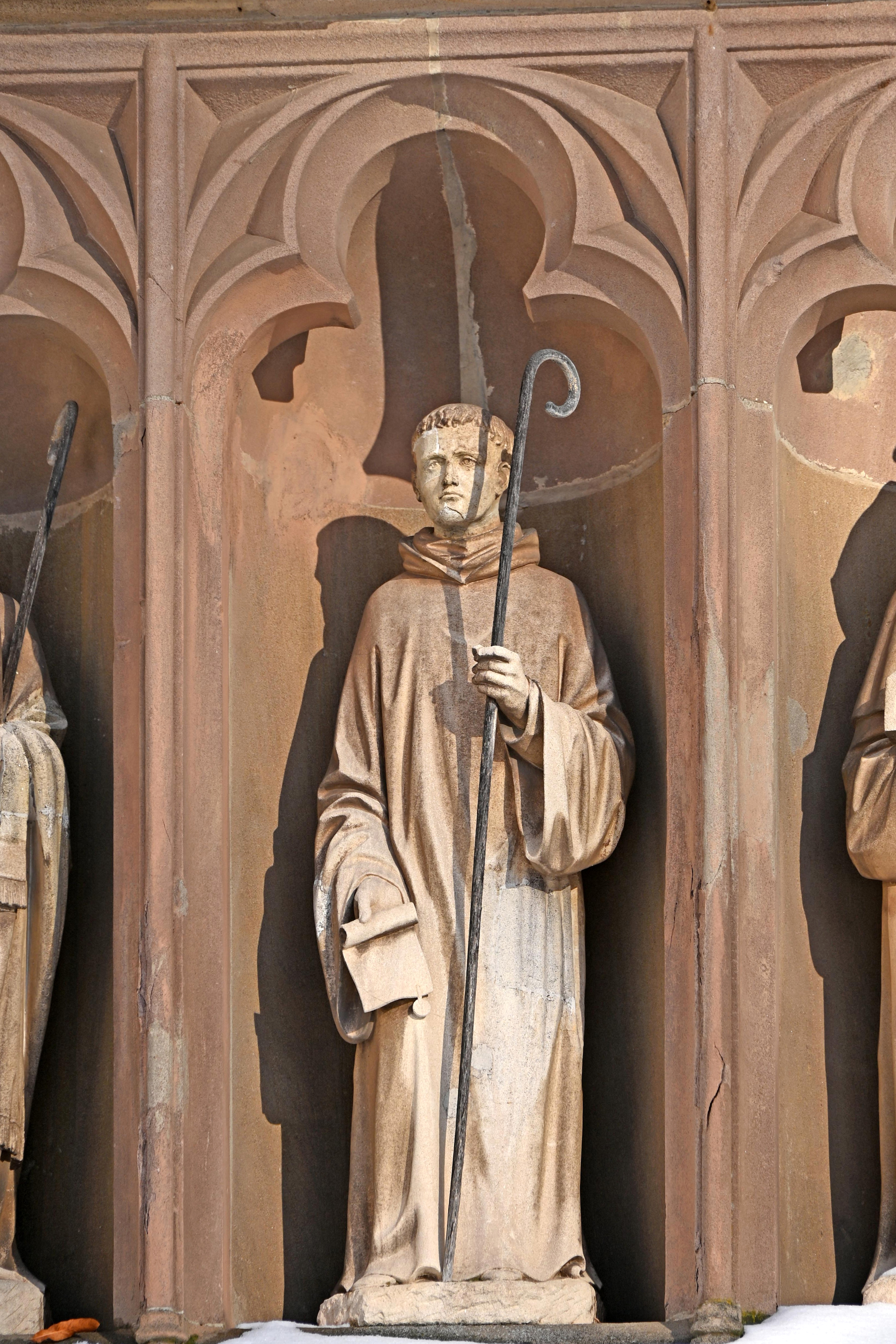
Statue des Zisterziensermönchs Alberich, Klosterkirche Mariawald

Alberich von Trois-Fontaines (fr: Albéric oder Aubry de Trois-Fontaines, lateinisch: Albericus Trium Fontium), gestorben nach dem 25. Januar 1252, war ein Zisterziensermönch im Kloster Trois-Fontaines, der eine Weltchronik, die von der Schöpfung bis zum Jahr 1241 reicht, verfasste. Er verwendete dazu eine ungewöhnlich große Zahl an Quellen von sehr unterschiedlicher Herkunft und benutzte die Bibliotheken zahlreicher Klöster.
Die Chronik ist, abgesehen von Abschriften des 17. und 18. Jahrhunderts, nur in zwei Handschriften erhalten, welche in Paris (Bibliothèque nationale de France, lat. 4896 A) und Hannover (Niedersächsische Landesbibliothek, XIII 748) aufbewahrt werden. Beide gehen auf ein durch den Kanoniker Mauritius am Stift Neufmoustier bei Huy um Nachrichten von lokaler Bedeutung ergänztes Exemplar zurück.

## Ausgaben der Chronik
- Chronica Albrici monachi Trium Fontium, a monacho Novi Monasterii Hoiensis interpolata. Herausgegeben von Paul Scheffer-Boichorst. In: Georg Heinrich Pertz u. a. (Hrsg.): Scriptores (in Folio) 23: Chronica aevi Suevici. Hannover 1874, S. 631–950 (Monumenta Germaniae Historica, Digitalisat) (kritische Ausgabe).
- Dom Bouquet und Dom Brial: Recueil des Historiens des Gaules et de la France, (1738).